# Agalychnis lemur
Agalychnis lemur is een kikker uit de familie Phyllomedusidae. De soort werd lange tijd tot de familie boomkikkers (Hylidae) gerekend.

## Naamgeving
De soort werd voor het eerst wetenschappelijk beschreven door George Albert Boulenger in 1882. Oorspronkelijk werd de wetenschappelijke naam Phyllomedusa lemur gebruikt. Agalychnis lemur is een van de makikikkers uit het geslacht Agalychnis. De soort behoorde eerder tot de geslachten Hylomantis en Phyllomedusa. De wetenschappelijke soortnaam lemur betekent 'spookachtig' en slaat op de duidelijk zwartomrandde ogen.

## Uiterlijke kenmerken
Agalychnis lemur is een klein en fragiel gebouwd dier. Mannelijke kikkers bereiken een lichaamslengte tot ongeveer 3 centimeter, terwijl vrouwelijke exemplaren met 4 cm iets groter zijn. De ogen zijn relatief groot en puilen duidelijk uit. De ogen hebben een zilverwitte iris en een verticale pupil.
De kikker heeft een schutkleur doordat de huid overdag geelgroen is en 's nachts roodbruin. Het is een nachtactief dier dat zich langzaam voortbeweegt door de bomen. De boomkikker voedt zich met insecten en andere kleine ongewervelde dieren. De eieren worden afgezet aan de onderzijde van bladeren die boven het water hangen. Hierbij komen de larven na het uitkomen van de eieren in het water terecht.

## Verspreiding en habitat
De soort komt voor in Midden-Amerika en wordt met uitsterven bedreigd. Agalychnis lemur is momenteel door de IUCN als kritiek geclassificeerd.
Het leefgebied van de kikker bestaat uit de regenwouden op een hoogte van 440 tot 1600 meter boven zeeniveau. Het verspreidingsgebied loopt in de Caribische regio van het noorden van Costa Rica tot in het westen van Panama en in de Pacifische regio van het noordwesten van Costa Rica tot in de Darién, het grensgebied van Panama met Colombia.

## Bedreiging en bescherming
Sinds de jaren negentig neemt het aantal exemplaren sterk af als gevolg van met name chytridiomycose. Daarnaast speelt ook verlies van leefgebied een rol. In Costa Rica was Agalychnis lemur voorheen redelijk algemeen, maar uiteindelijk waren er nog maar drie zekere populaties bekend: in een bosgebied nabij Parque Nacional Barbilla, en in Fila Asunción en Guayacán in de omgeving van Puerto Limón. Nieuwe populaties werden uiteindelijk in 2010 ontdekt in de Caribische regio. In Panama is de soort verdwenen uit grote delen van het westen van het land met resterende populaties in de nationale parken Santa Fé en El Copé, maar nog redelijk algemeen in laaglandgebieden in het oosten. Uit Colombia is geen recente informatie bekend.

## In gevangenschap
Om de soort voor uitsterven te behoeden zijn reservepopulaties in gevangenschap opgezet (ex-situ), een project dat wordt aangeduid met de term "Amphibian Ark". In 2001 startte Atlanta Botanical Garden met een programma voor Agalychnis lemur. De soort bleek relatief makkelijk te houden en te fokken in gevangenschap. Inmiddels houden verschillende dierentuinen van de Amerikaanse Association of Zoos and Aquariums de soort eveneens. In Europa heeft Bristol Zoo een populatie van meer dan honderd exemplaren. De kikkers uit Bristol Zoo zijn afkomstig uit het fokprogramma van Manchester Museum, dat in 2001 enkele wilde exemplaren uit Costa Rica haalde. Elders in Europa wordt de soort gehouden in Kölner Zoo en voorheen ook Zoo Antwerpen. Verder wordt Agalychnis lemur succesvol gehouden in El Valle Amphibian Conservation Center in Panama.